# Thymoites indicatus
Thymoites indicatus là một loài nhện trong họ Theridiidae.
Loài này thuộc chi Thymoites. Thymoites indicatus được Richard C. Banks miêu tả năm 1929.